# Barlassina
Barlassina – miejscowość i gmina we Włoszech, w regionie Lombardia, w prowincji Monza i Brianza.
Według danych na rok 2004 gminę zamieszkiwało 5927 osób, 2963,5 os./km².